# Spineller

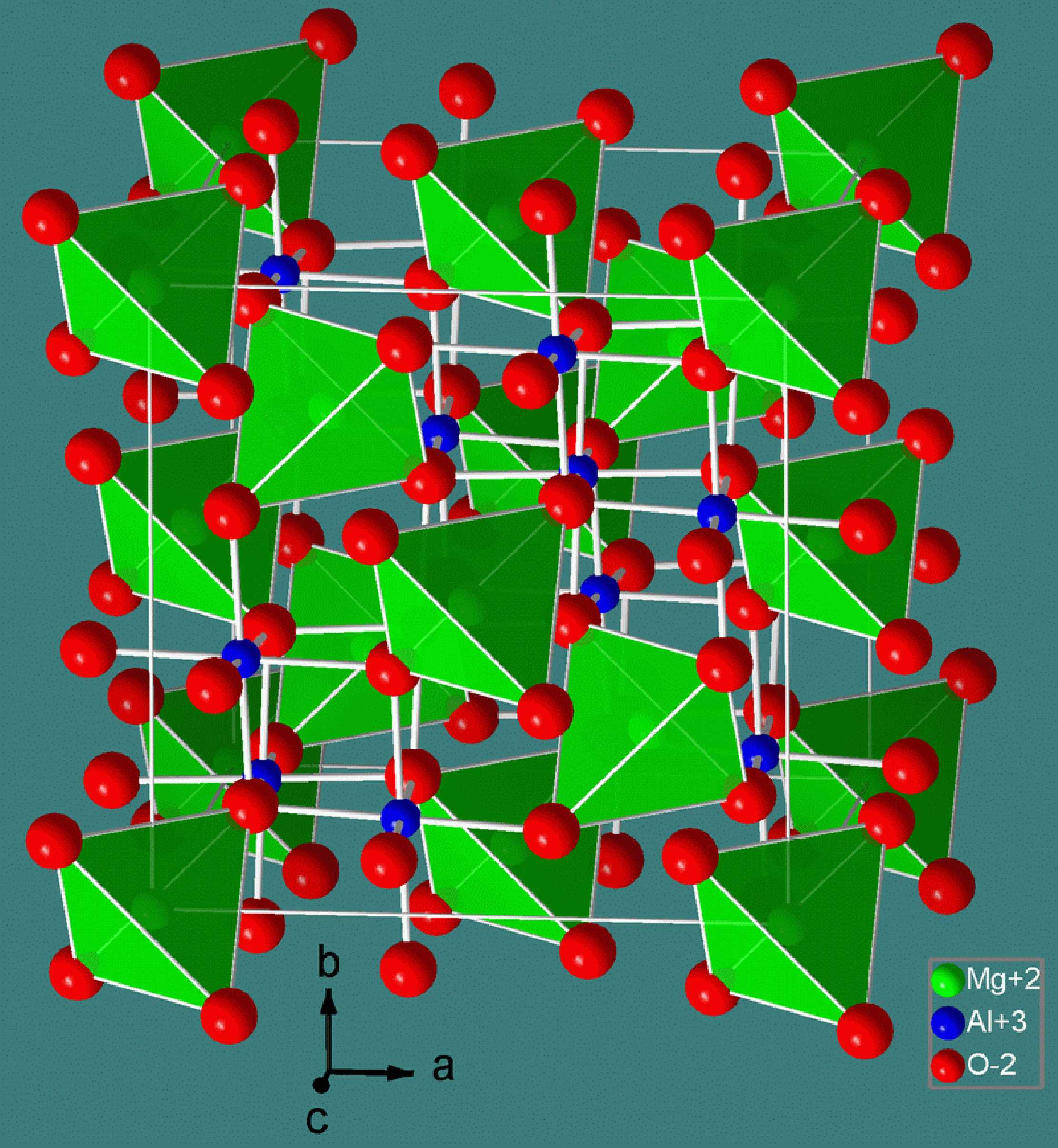
Spinellstrukturen hos MgAl_{2}O_{4}.
Mg^{2+} Al^{3+} O^{2+}

Spineller är mineraler kristalliserade i så kallad spinellstruktur, vilken ingår i det kubiska kristallsystemet. Spinellgruppen har sitt namn efter mineralet spinell, magnesiumaluminat MgAl2O4.

## Sammansättning
Spinellernas generella formel är AB2X4, där anjonen X vanligen är en atom ur kalkogengruppen, såsom syre, svavel eller selen.
Katjonernas sammanlagda laddning ska vara 8+, vilket med laddningar utskrivna blir A{\displaystyle ^{2+}}B{\displaystyle _{2}^{3+}}X{\displaystyle _{4}^{2-}} alternativt A{\displaystyle ^{4+}}B{\displaystyle _{2}^{2+}}X{\displaystyle _{4}^{2-}} eller A{\displaystyle ^{6+}}B{\displaystyle _{2}^{+}}X{\displaystyle _{4}^{2-}}.

### Spinellgrupper
Spinell-"supergruppen" delas utifrån typ av anjon in i tre spinellgrupper, som i sin tur har undergrupper utifrån katjonernas valenser. Totalt räknas 56 mineraler (2019) till spinell-supergruppen, varav några anges som exempel nedan.
Oxispinell-gruppen (O2-)
Spinell-undergruppen (A{\displaystyle ^{2+}}B{\displaystyle _{2}^{3+}}O{\displaystyle _{4}})
- kromit FeCr2O4
- magnetit FeFe2O4 (ofta förkortat till Fe3O4)
- spinell MgAl2O4
Ulvöspinell-undergruppen (A{\displaystyle ^{4+}}B{\displaystyle _{2}^{2+}}O{\displaystyle _{4}})
- ringwoodit SiMg2O4
- Ulvöspinell TiFe2O4
Tiospinell-gruppen (S2-)
Carrollit-undergruppen (A{\displaystyle ^{1+}}B{\displaystyle _{2}^{3,5+}}S{\displaystyle _{4}})
- carrollit Cu(Co,Ni)2S4
Linneit-undergruppen (A{\displaystyle ^{2+}}B{\displaystyle _{2}^{3+}}S{\displaystyle _{4}})
- linneit CoCo2S4
Selenospinell-gruppen (Se2-)
Bornhardtit-undergruppen (A{\displaystyle ^{2+}}B{\displaystyle _{2}^{3+}}Se{\displaystyle _{4}})
- bornhardtit CoCo2Se4
Tyrrellit-undergruppen (A{\displaystyle ^{1+}}B{\displaystyle _{2}^{3,5+}}Se{\displaystyle _{4}})
- tyrrellit (Cu,Co,Ni)3Se4

## Användning

### Spinellpigment
Färgpigment med spinellstruktur, framställda genom kalcinering vid hög temperatur, hör till gruppen komplexa oorganiska pigment. De har utmärkt ljusäkthet och hög tålighet för bland annat kemikalier och både sura och basiska miljöer; de klarar även temperaturer på över 1000°C, vilket gör dem särskilt lämpliga vid infärgning av plaster och för keramik. Spinellstrukturen gör dessutom att metaller som annars skulle varit giftiga har så låg biotillgänglighet att de inte längre anses skadliga. Ett exempel är koboltblått, CoAl2O4, som också används i konstnärsfärger.